# Platyischnopus viscana
Platyischnopus viscana är en kräftdjursart. Platyischnopus viscana ingår i släktet Platyischnopus och familjen Platyischnopidae. Inga underarter finns listade i Catalogue of Life.